# Go West, Young Man (1936)
Go West, Young Man is een Amerikaanse filmkomedie uit 1936 onder regie van Henry Hathaway.

## Verhaal
De filmdiva Mavis Arden heeft een relatie met een politicus. Ze heeft een afspraakje met hem, maar ze krijgt autopech op het platteland. Daar moet ze overnachten in een herberg. Mavis vindt in minder dan geen tijd een nieuw vriendje.

## Rolverdeling
| Acteur              | Personage           |
| ------------------- | ------------------- |
| Mae West            | Mavis Arden         |
| Warren William      | Morgan              |
| Randolph Scott      | Bud Norton          |
| Alice Brady         | Mevrouw Struthers   |
| Elizabeth Patterson | Tante Kate Barnaby  |
| Lyle Talbot         | Francis X. Harrigan |
| Isabel Jewell       | Gladys              |
| Margaret Perry      | Joyce Struthers     |
| Etienne Girardot    | Prof. Herbert Rigby |
| Maynard Holmes      | Clyde               |
| John Indrisano      | Chauffeur           |
| Alyce Ardell        | Jeanette            |
| Nick Stewart        | Nicodemus           |
| Charles Irwin       | Ceremoniemeester    |
| Walter Walker       | Andy Kelton         |